# دشت ميل السفلي (رستاق)
دشت ميل السفلی (بالفارسية: دشت میل سفلی) هي قرية تقع في إيران في Rostaq Rural District. يقدر عدد سكانها بـ 21 نسمة .